# Sebastián Decoud
Sebastián Decoud (Curuzu Cuatia, 18 de Setembro de 1981) é um tenista profissional argentino. seu melhor rankign de N. 132, em simples, e 183, em duplas pela ATP.